# Крістіна Сремко
Крістіна Сремко (угор. Krisztina Szremkó, 6 січня 1972) — угорська ватерполістка.
Учасниця Олімпійських Ігор 2004, 2008 років. Чемпіонка світу 1994 року, срібна медалістка 2001 року.